# Мамедов, Джейхун Магомед оглы
Джейхун Мамедов (род. 23 мая 1968, Агдам) — азербайджанский самбист, неоднократный чемпион мира и Европы, Заслуженный мастер спорта СССР.

## Биография
В 11 лет записался в секцию вольной борьбы, затем перешёл в самбо. Воспитанник Агдамской школы самбо. Тренеры — Джафар Мамедов и Абульфаз Алиев. Боролся в категориях до 48 и 52 кг.
Джейхун Маммадов стал победителем первого первенства мира среди молодёжи в 1987 году. Завоевал титул чемпиона СССР и мира в 1988 году. Стал обладателем Кубка СССР и мира в 1989 году, а в 1990 году — чемпионом Европы.
В 1992 году Мамедов делает «золотой дубль», становится чемпионом Европы и чемпионом мира. В 1993 году повторяет это достижение.
Заслуженный деятель физкультуры и спорта Азербайджана.
Президент Федерации самбо Азербайджана (с 2003).
Являлся вице-президентом Европейской федерации самбо (с 13 мая 2016). 
Являлся членом исполнительного комитета Европейской федерации самбо.

## Спортивные результаты
- Самбо на летней Спартакиаде народов СССР 1986 — ;
- Чемпионат СССР по самбо 1988 года — ;
- Чемпионат СССР по самбо 1988 года — ;
- Чемпионат СССР по самбо 1990 года — ;
- Чемпионат СССР по самбо 1991 года — ;
- 7-кратный чемпион мира;
- 6-кратный чемпион Европы;
- дважды победитель Кубка мира;

## Награды и звания
- Заслуженный мастер спорта СССР (1990)
- Медаль «Прогресс» (1995)
- Орден «Слава» (4 марта 2009)[4]
- Золотой знак Международной федерации самбо[5]
- Почётный диплом Азербайджанской ССР (1991)[6]